# Absolutizem
Absolutízem (iz latinske besede absolutus: 'popolno') je režim popolne in neomejene monarhove oblasti brez pomoči plemstva. V evropskih državah je v 16. in 17. stoletju prevladujoča oblika.
Vladarji so se pri izvajanju svoje oblasti naslanjali na plačane uradnike iz vrst nižjega plemstva ter na plačano vojsko. Dolgo so se morali opirati na soglasje stanov. Ko so dohodki od kapitalističnega gospodarstva in kolonij okrepili njihovo moč, so ti vzpostavili monarhično oblast. S takšnim razmerjem sil je vladar držal neposredne izvajalce svojih ukazov dovolj trdno v oblasti, saj je bilo njihovo plačilo sorazmerno z njihovo poslušnostjo. Takšno vodenje države je zahtevalo veliko denarja, ki si ga je vladar zagotovil z višjimi davki in s posojili od bogatih bankirjev. Absolutistični vladarji so se naslanjali tudi na Cerkev, ki je s svojim vplivom med ljudmi pomagala utrjevati vladarjevo moč, s tem pa je tudi ohranjala lastni položaj v družbi.

## Absolutizem
Za absolutizem je značilna prevladujoča oblika vladanja, to pomeni, da je o vseh državnih zadevah odločal vladar sam. Vladarjeva oblast je bila neomejena, za svoja dejanja je bil odgovoren le Bog. Pri vodenju države so se vladarji absolutisti opirali na vojsko, cerkev in državno uradništvo. Temu kriteriju ustreza že vladavina sicilskega kralja in rimsko-nemškega cesarja Friderika II. Hohenstaufna v 1. polovici 13. stoletja, ki je v svoji dedni Sicilski kraljevini močno okrnil vpliv normanskega plemstva in utrdil državni aparat z ostanki lokalne in pravniško izšolane bizantinske birokracije. Manj uspeha je imel Friderik II. pri vzpostavljanju nadzora nad Rimsko-nemškim cesarstvom (tj. severno Italijo (Lombardijo) in Nemčijo) ter Jeruzalemskim kraljestvom, medtem ko je imel Sicilsko kraljevino pod neomejeno oblastjo.
V 16. stoletju absolutistično obliko vladanja uvede španski kralj Filip II. Španija je takrat imela kolonije v Ameriki, današnjo Nizozemsko in Portugalsko, bila je v tistem času bogata in močna država, saj je dobivala velike količine zlata in srebra iz kolonij v Ameriki.
Filip II. se je zapletel v vojno z Anglijo, ker je želel s prestola odstraniti angleško kraljico Elizabeto I., ki je ščitila uporne Nizozemce. Angleška mornarica je v pomorski bitki v Kanalskem prelivu porazila favorizirano špansko armado, angleška zmaga pa je s tem pomenila postopen konec španske prevlade na morju in začetek vzpona Anglije kot pomorske sile.
Absolutizem je kot oblika vladanja dosegel višek v Franciji v 17. stoletju. Za začetnika absolutističnega vladanja velja francoski kralj Ludvik XII., vendar se težnje po centraliziranem vladanju francoskih kraljev v Franciji pojavljajo že pri francoskem kralju Filipu II., ki mu je uspelo iz večine Francije izriniti Angleže, konkretneje angleškega kralja Ivana Brez dežele. Nenehna angleška grožnja in zahteve po francoskem ozemlju je spodbudila postopno centralizacijo oblasti. Ludvik XII. (1462–1515) je nehal sklicevati generalne državne stanove, s katerimi so njegovi predniki skupaj odločali o državnih zadevah. S tem je kralj omejil moč plemstva.
Za časa vladavine Ludvika XIII. je Francija posredno sodelovala v Tridesetletni vojni in z vestfalskim verskim mirom dobila ozemlje Alzacije in Lorene. Po vestfalskim miru je Francija postala najmočnejša država v Evropi, francoščina pa diplomatski jezik sveta. Po njegovi smrti ga je nasledil sin Ludvika XIV., ki je postal kralj pri štirih letih. Sprva je vladal pod vodstvom kardinala Mazarina.
Pod vladavino Ludvika XIV.. je absolutizem dosegel višek. Zelo znan je njegov rek L'Etat c'est moi! (Država sem jaz!): vse odločitve je sprejemal sam. Svoje svetovalce in visoke uradnike je izbiral med meščanstvom in ne med plemstvom, zato da bi zmanjšal vpliv plemstva. Uradnike je dobro plačeval in nadgrajeval. S tem si je ustvaril sebi zvesto uradništvo. Sonce je izbral za svoj simbol, zato se je poimenoval kar Sončni Kralj. Ludvik 14. je državo zapletal v dolgotrajne vojne s Španijo, kar mu je namesto zmage prineslo le prazno blagajno. Njegov minister je uvedel posebno gospodarsko obliko: merkantilizem.

## Oblikovanje absolutističnih držav
Prva absolutistična monarhija je nastala v Španiji. Španski kralji so prevzeli absolutno oblast. Španska monarhija in kultura sta postali v 16. stoletju vzor drugim monarhijam.
V Franciji sta prva ministra Richelieu in Mazarin strla odpor separatističnega plemstva in ustvarila državno enotnost pod absolutno kraljevo oblastjo. Visoke plemiške družine so obdržale le še častne naslove. Tako je v drugi polovici 17. stoletja kralj Ludvik XIV. vladal najmočneje centralizirani državi v Evropi.
Habsburška monarhija je konec 17. stoletja razširila oblast v Podonavje in prerasla v velesilo. Marija Terezija in Jožef II. sta bila razsvetljena absolutista ter izvedla številne reforme.
V Rusiji je bil najpomembnejši absolutni vladar Peter I., kajti njemu gre največ zaslug za takratni razvoj.
Najpomembnejši absolutistični vladarji:
- Ludvik XIV. Francoski
- ruski car Peter Veliki
- habsburški cesar Jožef II.